# Gemellae
Gemellae fue un campamento y fuerte romano en la periferia del desierto del Sahara en lo que hoy es parte de Argelia. Actualmente es un sitio arqueológico, 25 km al sur y 19 km al oeste de Biskra, y 5 km al suroeste del actual pueblo de M'Lili con el que probablemente comparte un nombre bereber original. Estaba conectado por una calzada romana militar con Castellum Dimmidi y Capsa.

## Historia
Al parecer, hubo una fortificación en Gemellae antes de la llegada de los romanos. Plinio el Viejo cuenta que cuando Lucio Cornelio Balbo celebró su victoria sobre los garamantes del Sahara en el 19 a. C., una de las conquistas celebradas en el desfile por Roma fue la de Milgis Gemmella, descrita como un oppidum (que generalmente significa asentamiento fortificado).
Los romanos parecen haber ocupado entonces el sitio y lo convirtieron en uno de los puestos más al sur, marcando el limes o límite del Imperio Romano.
El primer epígrafe recuperado del sitio es una inscripción para una estatua del emperador Adriano, alrededor del año 126 d. C., por un cohors equitata (regimiento ecuestre) originario de Calcis en Siria. La presencia de esta unidad del ejército en África está atestiguada por inscripciones en otros lugares que datan desde el 78 d. C. y hasta el 164 d. C.
Una segunda gran dedicación a Adriano, que daba al patio central, data del 132 d. C. El nombre de la Legión a la que pertenecía el regimiento fue tachado, presumiblemente debido a la retirada de su legión por razones disciplinarias, y luego reinscrito, presumiblemente después del retorno del regimiento en 253 d. C.
También presentes en el sacellum estaban las estatuas de Antonino Pío, Pertinax y Gordiano III, estas dos últimas con inscripciones que indican la presencia del Ala I Pannoniorum (una unidad de caballería levantada por el emperador Gordiano). Los altares a los Dii Campestres (dioses del ejército) fueron dedicados por Marco Celerio Augendo, prefecto de los panonianos, y por Tito Aurelio Aureliano, prefecto de otra unidad de caballería de Tracia. Es probable que los panonianos fueran sustitutos del regimiento de la Legio III Augusta hasta su reinstalación en el 253 d. C.
La hipótesis es que la inscripción de 126 d. C., para una estatua de pequeño tamaño, representa el establecimiento de un campamento "provisional", y que la inscripción de 132 marca la finalización del fuerte mayor.
El establecimiento del fuerte y el asentamiento circundante probablemente esté relacionado con la construcción del Fossatum Africae. Gemellae es el más grande de varios fuertes en el área que sigue la línea del Fossatum. En el siglo V todavía se menciona un sector del limes llamado Gemellensis justo antes de la invasión de los vándalos. Aparte de eso, la historia de Gemellae después del 253 d. C. sigue siendo incierta.
No se han recuperado artefactos cristianos, por lo que no hay evidencia arqueológica actual de una presencia bizantina. Sin embargo, se sabe que Justiniano ordenó a Belisario en el 534 d. C. restaurar las fortificaciones de los limes tal como estaban antes de la invasión vándala. El historiador Procopio del siglo VI menciona un Meleón como uno de esos fuertes reconstruidos como resultado, que pudo haber sido Gemellae. El historiador árabe del siglo IX, Jalifa ibn Khayyat, relata que cuando Abu al-Muhajir Dinar era emir de Ifriquía (c. 675-682) conquistó Mila, que pudo haber sido Gemellae.
En la actualidad, Gemellae ha sido reclamada por el desierto, y los excavadores se han quejado de la arena que sopla continuamente. Los restos del fuerte se conocen localmente como al-Qasba (qasbah, exactamente un fuerte).

## Arqueología
El gran fuerte (pretorio o cuartel general) de Gemellae es rectangular con lados orientados hacia las direcciones cardinales, construido de una manera común a la mayoría de las castra romanas. Mide 150 m de norte a sur y 190 m de este a oeste. En su mayor parte, el muro de mampostería tenía un espesor de aproximadamente 3 m, utilizando piedra de una cantera ubicada a 14 km de distancia. Sin embargo, las esquinas del fuerte se redondearon y reforzaron hasta un grosor de 4,85 m. Justo fuera del muro de mampostería había un muro de tierra (vallum).
Había una puerta a cada lado y varias torres. Las torres estaban situadas en cada esquina y en cada puerta, también los lados cortos del fuerte tenían 2 adicionales y los lados largos 3, es decir, una torre cada 30 m, en comparación con una torre cada 60 m en el cuartel general de la Legión en Lambaesis. Las torres no tenían bastiones externos, interiormente reducían el espesor de la pared en aproximadamente 1,5 m.
El patio interior estaba completamente pavimentado y las paredes y columnas pintadas. La capa de pintura más antigua era de un color púrpura rojizo, luego cubierta por una base crema sobre la que se pintaron varios diseños. Las columnas, por ejemplo, fueron pintadas con diseños de vides frutales.
Fuera del fuerte, la ciudad estaba rodeada por un vallum a una distancia de 700 a 800 m del centro del pretorio. Justo en las afueras del fuerte había un pequeño anfiteatro casi circular con tres niveles de asientos y un diámetro interno de 12,5 m. A 75 m al noreste del fuerte se encontró la ruina de un templo a los Dii Campestres o dioses del ejército. Se recuperaron piezas de frescos pintados, incluida una cabeza de una deidad de tamaño medio, junto con ofrendas como conchas de mar y cuernos de gacela.
A una distancia de 700 m (por lo tanto, fuera del vallum de la ciudad) había otro templo, de adobe sobre una base de mampostería. Un ciborium contenía un pequeño león de piedra esculpido sentado ante una estatuilla de 30 cm de una diosa en terracota ricamente pintada. La diosa sostenía una cornucopia y era una personificación de África o la diosa Cibeles. En el patio interior había dos estelas que representaban el sacrificio de un carnero a Saturno. En el templo se encontraron muchos jarrones y ánforas que contenían cenizas y fragmentos quemados de huesos de animales. En el área alrededor del templo también se encontraron figuras humanas inclinadas aproximadamente de tamaño natural que pueden haber sido utilizadas para incinerar sacrificios de animales.